# Echinopogon ovatus
Echinopogon ovatus är en gräsart som först beskrevs av Johann Reinhold Forster, och fick sitt nu gällande namn av Ambroise Marie François Joseph Palisot de Beauvois. Echinopogon ovatus ingår i släktet Echinopogon och familjen gräs. Inga underarter finns listade i Catalogue of Life.